# Élections fédérales suisses de 1896
Les élections fédérales suisses de 1896 se sont déroulées le 25 octobre 1896. Ces élections permettent d'élire au système majoritaire les 147 députés répartis sur 52 arrondissements électoraux eux-mêmes répartis sur les 22 cantons, siégeant au Conseil national (chambre basse), pour une mandature de trois ans.
Le corps électoral composé de citoyens ayant droit de cité élit désormais directement les membres du Conseil des États dans les cantons d'Appenzell Rhodes-Extérieures, de Glaris, de Nidwald et d'Obwald et d'Uri et pour la première fois dans le canton d'Appenzell Rhodes-Intérieures (à travers la Landsgemeinde), et à l'urne dans les cantons de Bâle-Campagne, de Bâle-Ville, de Genève, des Grisons, de Soleure, du Tessin, de Thurgovie, de Zoug et de Zurich. Dans les 7 autres cantons, les élections au Conseil des États sont quant à elles toujours non régulées et certains cantons ont renouvelé leurs Sénateurs parfois plusieurs fois sur les trois années écoulées. Dans ces 7 autres cantons, les Conseillers aux États continuent d'être élus, nommés ou désignés par les Grands Conseils, et ce à des dates variables. 
Ces élections sont les premières où le nombre de partis organisés est supérieur à de vagues alliances entre obédiences concordantes. En effet, après le Parti démocratique suisse (1867) et le Parti socialiste suisse (1888), c'est au tour de l'Union conservatrice de se muer en Parti populaire catholique en 1894. C'est également en 1894 que les Radicaux actent la création officielle d'une structure fédérale partisane au sein du Parti radical-démocratique. Seuls les Libéraux Modérés ne sont pas encore officiellement constitués en parti.
Les campagnes référendaires des votations du 4 octobre 1896, c'est-à-dire trois semaines avant les élections, ont influencé la campagne électorale dans une large mesure. Les trois sujets ont été très controversés. La Loi fédérale sur les peines disciplinaires dans l'armée suisse fut nettement rejetée (NON à 80,1 %), de même que la Loi fédérale sur la garantie des défauts dans le commerce des bestiaux (NON à 54,5 %) alors que la Loi fédérale sur la comptabilité des chemins de fer fut approuvée à 55,8%. Les Radicaux avaient estimé que le nombre croissant de référendums et d'initiatives populaires présentés à la fois par la droite et l'opposition de gauche était un obstacle à la réussite du développement de l'État. Afin de contrer la concurrence croissante du Parti socialiste mais également de nouveaux groupes d'intérêt économique tels que les agriculteurs et les commerçants, les Radicaux estimèrent qu'une organisation à l'échelon national était devenue indispensable, d'où la création en 1894 du Parti radical-démocratique (PRD).
Le PRD se vit alors comme un parti populaire centriste, puisqu'il recouvrait une partie de l'électorat de la droite du Parti démocratique suisse à sa gauche et de l'aile gauche des libéraux modérés à sa droite.
Pour ces élections depuis 1848, les Radicaux, sous la nouvelle bannière du Parti radical-démocratique (centre-gauche), remportent pour la dix-septième fois consécutive le scrutin fédéral avec 86 sièges (+12) et 48,7 % des voix (+6,9 %). Ce sont à nouveau les vainqueurs incontestables de ces élections, en remportant tant le vote populaire que le nombre de sièges, et conservent ainsi la majorité absolue gagnée en 1881. Le Parti socialiste suisse n'obtient quant à lui qu'un seul siège mais avec 6,8 % des voix (+0,9 %), il dépasse en nombre de voix le Parti démocratique, grand perdant de ces élections avec ses 7 sièges (-9) mais n'ayant récolté que 5,4 % (-4,9 %) du vote populaire.
Ces élections ont débouché sur la 17e Législature qui s'est réunie pour la première fois le 7 décembre 1896.
Sur les 713 367 hommes âgés de 20 et plus et ayant droit de cité, 398 625 d'entre eux prirent part à ce scrutin, ce qui représente un taux de participation de 55,9% (-2,5 %).
Le taux de participation le plus élevé est dans le canton de Nidwald avec 90,3 %, dépassant de peu le résultat de la participation dans le canton de Schaffhouse où le vote obligatoire fait déplacer 89,3 % du corps électoral (-2,2 %). À l'inverse, dans le canton d'Obwald, seulement 21,4 % du corps électoral prend part au vote.

## Législature 1896 -1899
Les liens (et couleurs) renvoient sur les partis héritiers actuels.
|  | Formations («Partis»)      | Sigles | Tendances politiques            | Sièges au CN | Sièges au CE † |
|  | -------------------------- | ------ | ------------------------------- | ------------ | -------------- |
|  | Parti radical-démocratique | PRD    | radical, centre-gauche          | 86           | 24             |
|  | Parti populaire catholique | PPC    | conservateur catholique, droite | 30           | 15             |
|  | Libéraux Modérés           | LM     | libéral, centre                 | 23           | 1              |
|  | Parti démocratique         | DEM    | progressiste, gauche            | 7            | 1              |
|  | Parti socialiste           | PSS    | socialiste                      | 1            | -              |
|  | Droite Évangélique         | DE     | Conservateurs réformés, Droite  | -            | 1              |
|  | Vacant                     | -      | n/a                             | -            | 2              |

† Les élections au CE étant du ressort des cantons, les chiffres ne reflètent que les apparentements lors de la première journée de la Législature.

## Résultats au Conseil national dans les cantons
| Canton             | Total | Parti socialiste | Parti démocratique | Parti radical-démocratique | Libéraux Modérés | Parti populaire catholique |
| ------------------ | ----- | ---------------- | ------------------ | -------------------------- | ---------------- | -------------------------- |
| Zurich             | 17    | 0 (-1)           | 2 (-7)             | 9 (+9)                     | 6 (-1)           | -                          |
| Berne              | 27    | -                | -                  | 25 (-1)                    | -                | 2 (+1)                     |
| Lucerne            | 7     | -                | -                  | 2                          | -                | 5                          |
| Uri                | 1     | -                | -                  | -                          | -                | 1                          |
| Schwytz            | 3     | -                | -                  | -                          | -                | 3                          |
| Nidwald            | 1     | -                | -                  | -                          | -                | 1                          |
| Obwald             | 1     | -                | -                  | -                          | -                | 1                          |
| Glaris             | 2     | -                | 1 (+1)             | 1 (-1)                     | -                | -                          |
| Zoug               | 1     | -                | -                  | 1 (+1)                     | -                | 0 (-1)                     |
| Fribourg           | 6     | -                | -                  | 1                          | 0 (-1)           | 5 (+1)                     |
| Soleure            | 4     | -                | -                  | 3                          | 0 (-1)           | 1 (+1)                     |
| Bâle Campagne      | 3     | -                | 1                  | 2                          | -                | -                          |
| Bâle-Ville         | 4     | 1 (+1)           | 0 (-2)             | 2 (+2)                     | 1 (-1)           | -                          |
| Schaffhouse        | 2     | -                | -                  | 2                          | -                | -                          |
| Rhodes-Extérieures | 3     | -                | -                  | 3 (+3)                     | 0 (-3)           | -                          |
| Rhodes-Intérieures | 1     | -                | -                  | -                          | 1                | -                          |
| Saint Gall         | 11    | -                | 2                  | 3                          | 1                | 5                          |
| Grisons            | 5     | -                | 1                  | 0 (-1)                     | 3 (+1)           | 1                          |
| Argovie            | 10    | -                | -                  | 7 (+1)                     | 2                | 1 (-1)                     |
| Thurgovie          | 5     | -                | 0 (-1)             | 2 (-1)                     | 3 (+2)           | -                          |
| Tessin             | 6     | -                | -                  | 6                          | -                | -                          |
| Vaud               | 12    | -                | -                  | 9                          | 3                | -                          |
| Valais             | 5     | -                | -                  | 1                          | -                | 4                          |
| Neuchâtel          | 5     | -                | -                  | 4 (-1)                     | 1 (+1)           | -                          |
| Genève             | 5     | -                | -                  | 3 (+1)                     | 2 (-1)           | -                          |
|                    | 147   | 1 (±)            | 7 (-9)             | 86 (+12)                   | 23 (-4)          | 30 (+1)                    |